# Kanton Saint-Gervais-d'Auvergne

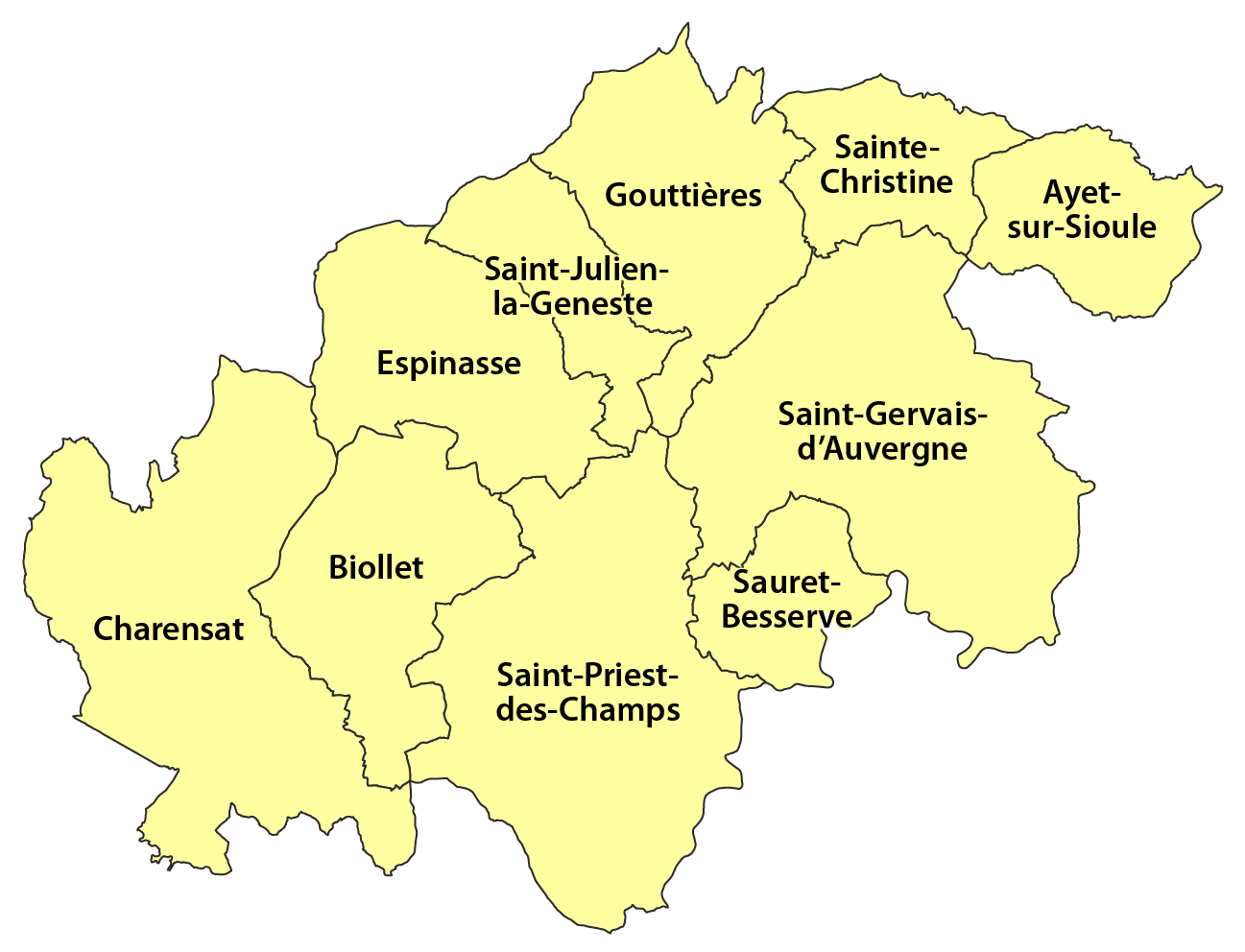
Les communes du canton de Saint-Gervais-d'Auvergne

Saint-Gervais-d'Auvergne is een voormalig kanton van het Franse departement Puy-de-Dôme. Het kanton maakte deel uit van het arrondissement Riom. Het werd opgeheven bij decreet van 21 februari 2014, met uitwerking op 22 maart 2015.

## Gemeenten
Het kanton Saint-Gervais-d'Auvergne omvatte de volgende gemeenten:
- Ayat-sur-Sioule
- Biollet
- Charensat
- Espinasse
- Gouttières
- Sainte-Christine
- Saint-Gervais-d'Auvergne (hoofdplaats)
- Saint-Julien-la-Geneste
- Saint-Priest-des-Champs
- Sauret-Besserve